# Bodemplaat

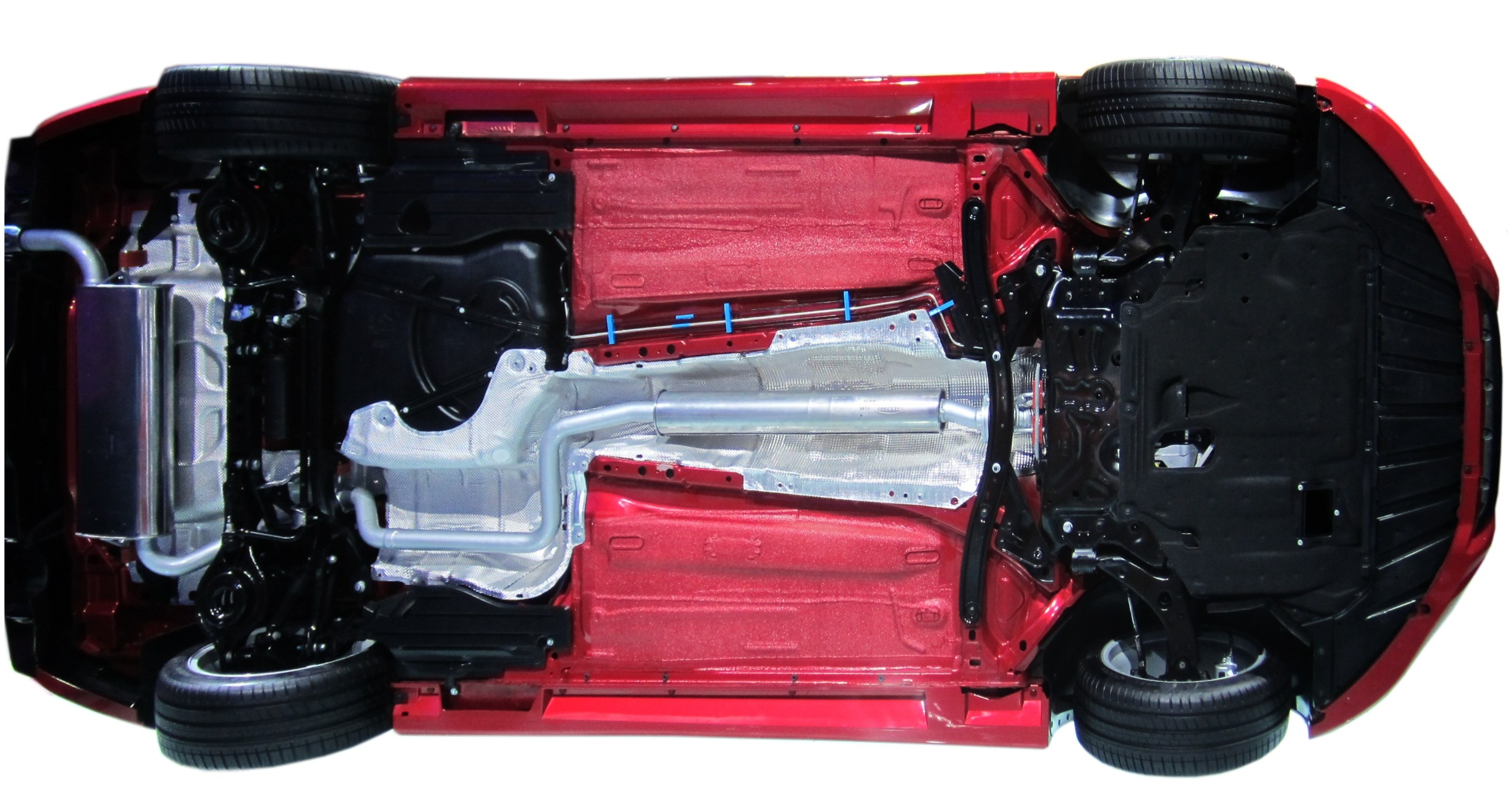
Bodemplaat van een Ford Focus uit 2011

De bodemplaat is het onderste deel van een zelfdragende carrosserie met de bevestigingspunten voor de assen, de chassiscomponenten, het uitlaatsysteem en de aandrijflijn. Het equivalent van een niet-zelfdragende carrosserie wordt het chassis genoemd.
De taak van de bodemplaat bestaat erin om, samen met de carrosseriestructuur, het voertuig te voorzien van voldoende buig- en torsiestijfheid door middel van langs- en dwarsribben.
De term wordt ook toegepast op panelen, vaak in kunststof, die onder een auto gemonteerd worden om de carrosserie en andere onderdelen te beschermen tegen vuil, corrosie en opspattend water, alsook om de aerodynamica onder de wagen te verbeteren en bescherming te bieden tegen kleine dieren zoals katten of marters die in het motorcompartiment kruipen op zoek naar warmte.